# William Robertson Smith
William Robertson Smith (ur. 8 listopada 1846, zm. 31 marca 1894 w Cambridge) – szkocki filolog i archeolog.

## Życiorys
Urodził się w Aberdeenshire. W 1875 napisał wiele artykułów związanych z religią do dziewiątego wydania encyklopedii Britannica. W 1889 napisał swoją najważniejszą pracę – Religię Semitów (Religion of the Semites), w której posłużył się socjologią do analizy zachowań religijnych.